# Kocab
Kocab (beta Ursae Minoris) is een heldere ster in het sterrenbeeld Kleine Beer (Ursa Minor). De ster staat ook bekend als Kochab en Kochah. Ongeveer 3000 jaar geleden stond de noordelijke hemelpool in de buurt van deze ster en had Kocab dus de functie van Poolster.
Rond 2450 voor Christus gebruikten de oude Egyptenaren zowel Kocab als de ster Mizar (Zeta Ursae Majoris) om het Noorden te bepalen: beide sterren stonden toen op ongeveer 10 graden van de noordelijke hemelpool. Als Kocab zijn hoogste punt (culminatie) boven de horizon bereikte, stond de denkbeeldige verbindingslijn tussen Kocab en Mizar loodrecht op de horizon. Het snijpunt van de markeringslijn met de horizon gaf dan het noorden aan.
Iets minder dan driekwart graad ten oostzuidoosten van Kocab is het sterrenstelsel NGC 5836 te vinden.